# المسجد الجامع ناغبور
المسجد الجامع ناغبور هو مسجد يقع في ناحية مومنبور في مدينة ناغبور , للمسجد قبة في وسطهه وبجانبها من الزوايا الأربع ترتفع أربع مآذن , ولدى المسجد حديقة أمام واجهة المسجد في اتجاه الشمال , ولديه أيضا مواقف للسيارات في الاتجاه الجنوبي .

## وصلات خارجية
- المسجد الجامع ناغبور على ويكي ميديا
- المسجد الجامع ناغبور
- فيديو للمسجد الجامع ناغبور